# Johann Georg Geitel

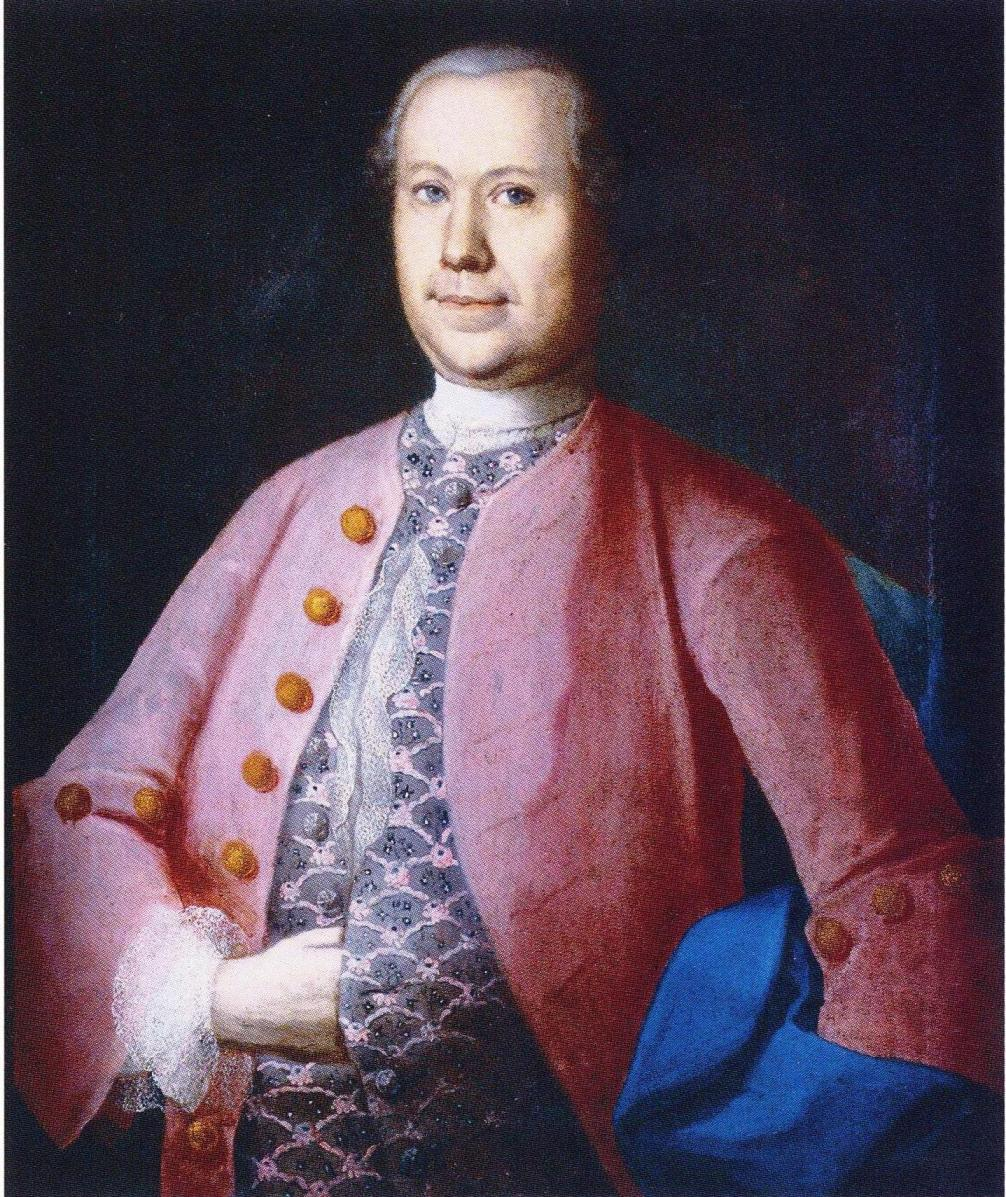
L. A. Ekenberg porträtterad av Geitel.

Johann (Johan) Georg Geitel (Geittel), född 1683 i Braunschweig, död 21 april 1771 i Åbo, var en tysk ritmästare och konterfejare.
Geitel kom till Åbo 1701 och var ritmästare vid Åbo Akademi 1758–1763. Han var huvudsakligen verksam som konterfejare men utförde även offentliga utsmyckningar, bland annat målade han altartavlan för Lembois kyrka vid Tammerfors 1759 och den allegoriska väggmålningen Tro-Hopp-Kärlek i Åbo biskopspalats 1760. Geitel är representerad vid Åbo landskapsmuseum med ett porträtt av brudparet L. A. Ekenberg och Katarina Stenman och vid Åbo historiska museum med ett porträtt föreställande Geitels äldre broder regementsläkaren L. H. Geitel. Han är också representerad vid Åbo Akademi och Ateneum.

### Uppslagsverk
- ”Geitell, Johan Georg”. Biografiskt lexikon för Finland. Helsingfors: Svenska litteratursällskapet i Finland. 2008–2011. URN:NBN:fi:sls-4523-1416928957129
- Geitel, Johan Georg i Uppslagsverket Finland (webbupplaga, 2012). CC-BY-SA 4.0